# Флорес, Матео
Доротео Гуамуч Флорес (исп. Doroteo Guamuch Flores; 11 февраля 1922, Миско, Гватемала — 11 августа 2011, там же), или же Матео Флорес (исп. Mateo Flores) — гватемальский легкоатлет, победитель Бостонского марафона 1952 года, участник летних Олимпийских игр 1952 года.
В 1959 году в честь достижений Матео на международной арене Олимпийский стадион Революции был переименован в Национальный стадион Матео Флорес. В 2016 году стадион вновь переименовали в честь имени настоящего имени Флореса.

## Биография
Доротео Гуамуч Флорес родился 11 февраля 1922 года в гватемальском городе Миско, в семье фермеров Луреано Гуамуча и Марии Флорес.

### Спортивная карьера
Флорес начал участвовать в соревнованиях в 16 лет. В полумарафоне на Центральноамериканских и Карибских играх 1946 года Матео занял второе место. Спустя четыре года вновь участвовал в Центральноамериканских и Карибских играх и смог одержать победу в полумарафоне.
В 1952 году Матео победил на Бостонском марафоне. На нем он смог преодолеть 42 километра за 2 часа 31 минуту и 53 секунды, почти на пять минут опередив Вика Доргалла, занявшего второе место. При этом Матео бежал марафон в уличной обуви, так как не мог позволить себе кроссовки. Летом того же года отправился в Хельсинки на Олимпийские игры, где был знаменосцем Гватемалы и занял 22 место в марафоне.
Спустя два года Флорес победил в марафоне Панамериканских игр.
В 1957 году Матео попал в аварию на мотоцикле и в связи с травмой колена вынужденно закончил карьеру в лёгкой атлетике.

### Смерть
Флорес скончался 11 августа 2011 года от остановки дыхания. 12 августа на национальном стадионе Матео Флореса состоялось прощание со спортсменом. Был похоронен на кладбище Лас-Флорес.